# Křesetice
Křesetice (en allemand : Kresetitz) est une commune du district de Kutná Hora, dans la région de Bohême-Centrale, en République tchèque. Sa population s'élevait à 688 habitants en 2020.

## Géographie
Křesetice se trouve à 5 km au sud de Kutná Hora et à 64 km à l'est-sud-est de Prague.
La commune est limitée par Kutná Hora au nord, par Kluky à l'est, par Úmonín au sud, et par Malešov à l'ouest.

## Histoire
La première mention écrite de la localité date de 1327.

## Administration
La commune se compose de quatre quartiers :
- Křesetice
- Bykáň
- Chrást
- Krupá

## Transports
Par la route, Křesetice se trouve à 7 km de Kutná Hora et à 86 km de Prague.